# Chise
Chise är ett vattendrag i Schweiz. Det ligger i den centrala delen av landet, 18 km sydost om huvudstaden Bern.
Runt Chise är det i huvudsak tätbebyggt. Runt Chise är det tätbefolkat, med 530 invånare per kvadratkilometer.